# Anton Mervar

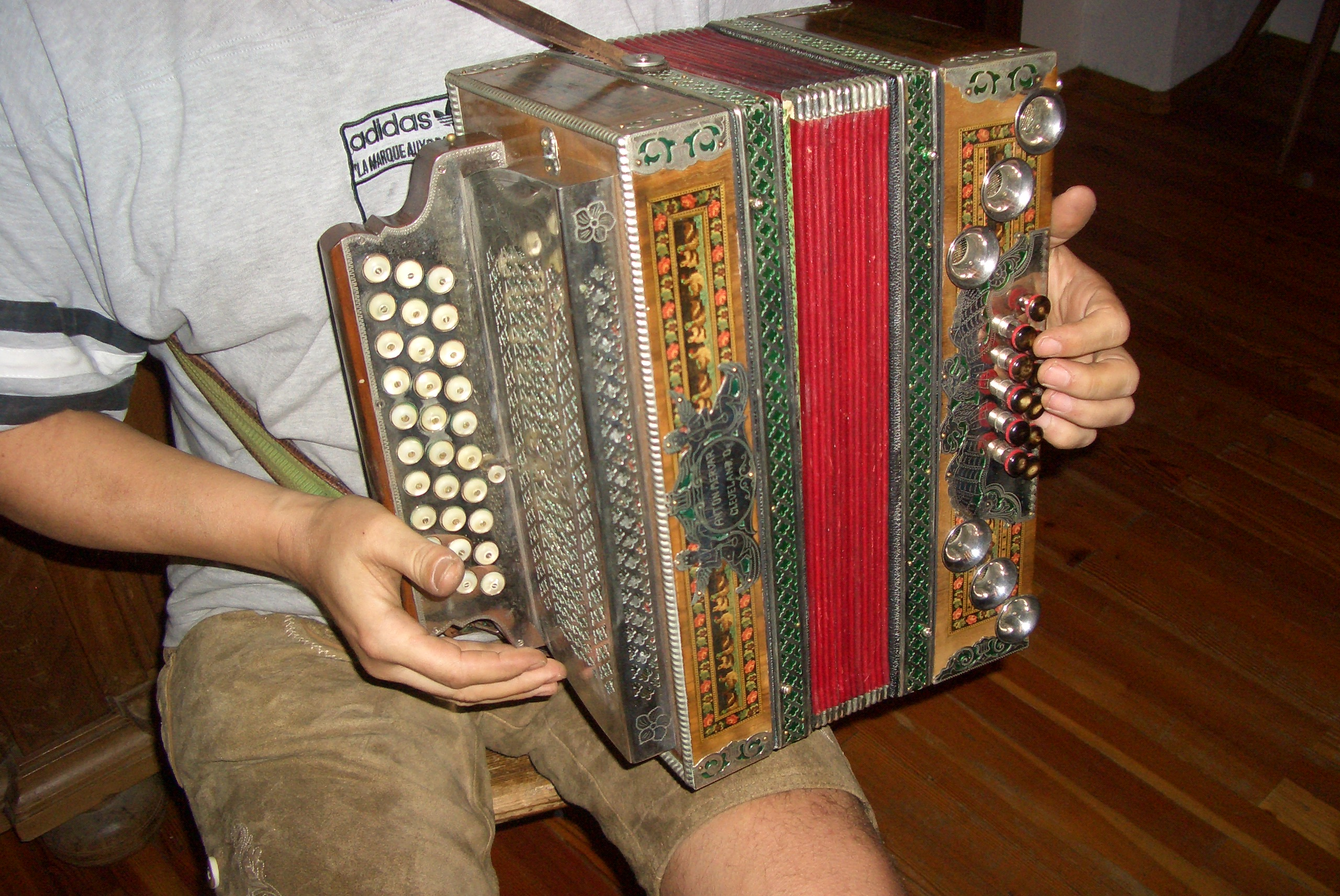
Steirische Harmonika der Marke Anton Mervar Seriennummer 1268

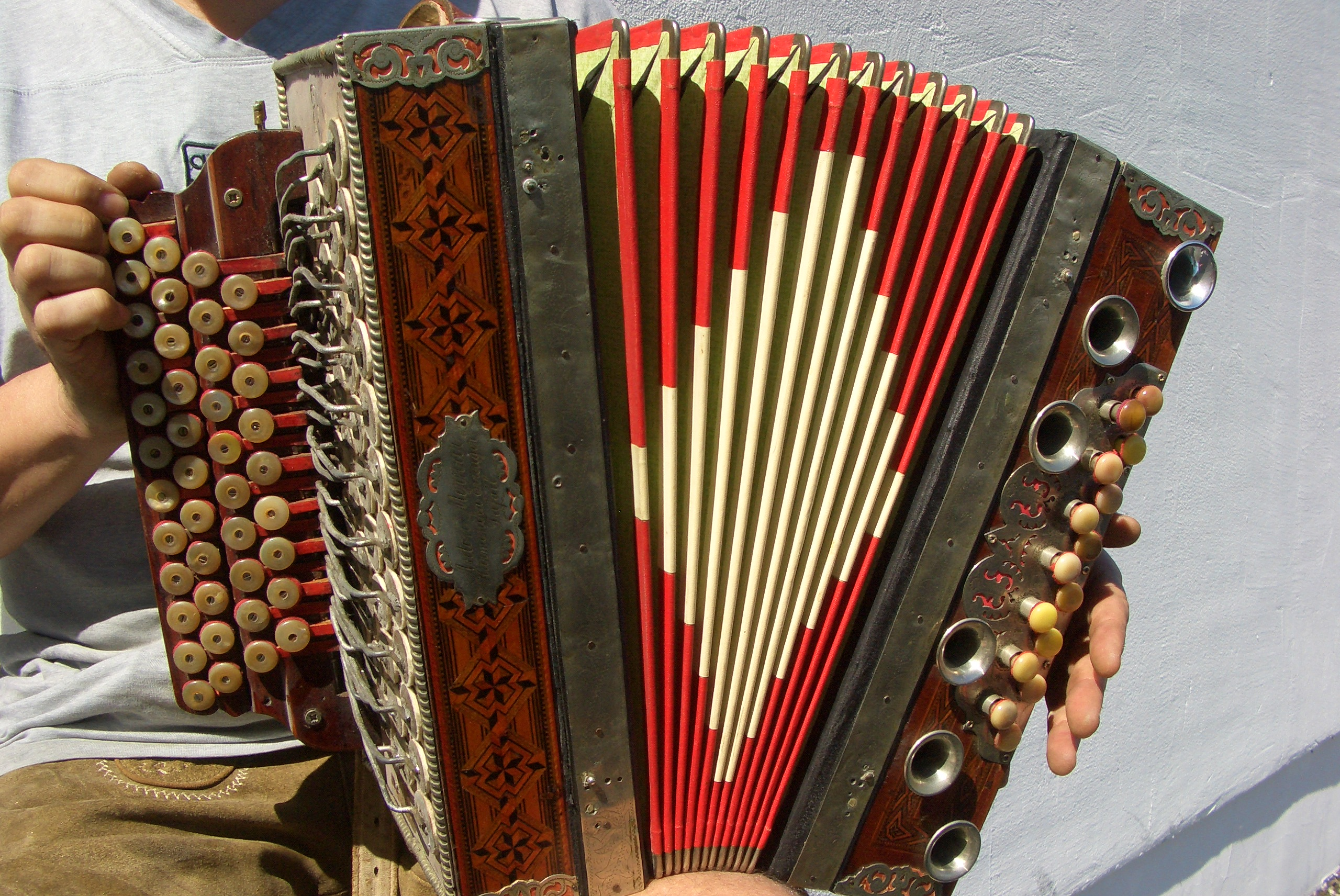
Steirische Harmonika der Marke Anton Merwar Baujahr 1905

Anton Mervar (* 1885; † 21. Juli 1942) war ein US-amerikanischer Instrumentenbauer slowenischer Herkunft.

## Leben
Anton Mervar war Harmonikabauer. Seine Ausbildungslehre absolvierte er bei Lubas & Sohn, vermutlich in Windischgrätz in der Steiermark (heute Slovenj Gradec in Slowenien). Es existiert eine Harmonika mit einem Stempel, datiert auf 1905: „Anton Merwar TRIFAIL Untersteiermark Harmonika Erzeuger Erzeugt am 6.9.05“.
Von der Steiermark wanderte er 1912 in die USA aus und er ließ sich in Cleveland (Ohio) nieder. Mervar beherrschte Englisch, Deutsch und Slowenisch, was ihm einige Vorteile brachte.
1921 bezog er eine neue und größere Werkstatt in der 6921 St. Clair Avenue, seine vorherige Adresse war 1162 East 61 Street, was durch ein Zeitungsinserat belegt ist. Er fertigte dort diatonische Akkordeons. Seine Instrumente fanden Abnehmer in der ganzen USA und wurden auch nach Übersee, hauptsächlich nach Slowenien, verschifft. Alle zwei Jahre fuhr Anton Mervar nach Europa, um Bauteile für seine Produktion einzukaufen. Zum Bau seiner Instrumente verwendete er vorwiegend deutsche Stimmplatten.
Er dehnte sein Geschäftsgebiet auf den Handel mit anderen Musikinstrumenten, Schallplatten sowie mit dem Vertrieb von Phonographen aus. Anton Mervar wurde von den damals bekannten Schallplattenlabels wie Okeh Records, Columbia Records, Victor Talking Machine Company und Continental Records als Berater engagiert. Hierbei war er spezifisch zur Bewertung der Qualität von Tests bei der Schallplattenpressung gefragt. Ebenfalls waren seine Empfehlungen gefragt, wenn es um Schallplattenverträge für Musikkünstler der Cleveland-Style Polka ging. Cleveland-Style Polka ist ein slowenisch-amerikanischer Polka-Stil. Einige Musiker wie Matt Hoyer, Louis Spehek, Anton Strukelj oder das Lausche-Udovich Duett verdanken ihre Plattenverträge Anton Mervar.
Instrumente aus seiner Produktion werden bis zum heutigen Tag zu Spitzenpreisen unter Sammlern und Liebhabern gehandelt.

## Tod
Er starb zusammen mit seiner Frau am 21. Juli 1942 bei einem schweren Verkehrsunfall. Sein Sohn war Diabetiker und verstarb unmittelbar darauf an einem Zuckerschock, als er von der Nachricht hörte. Seine Tochter Justine Reber, die das Unternehmen ihres Vaters erbte, verkaufte die bestellten und meist noch unfertigen Akkordeone und Fertigungsmaschinen an ehemalige Mitarbeiter, die bei Mervar ihre Ausbildung machten. Das Gebäude wurde von ihr weiter bewohnt und sie verdiente sich ihren Lebensunterhalt mit dem Vertrieb und dem Versand von Schallplatten.